# Iosif al II-lea al Sfântului Imperiu Roman
Iosif al II-lea, născut Joseph Benedikt August Johann Anton Michael Adam în Casa de Habsburg (n. 13 martie 1741, Hietzing, Viena, Austria – d. 20 februarie 1790, Viena, Monarhia Habsburgică) a fost împărat al Sfântului Imperiu Roman între anii 1780-1790. A fost, de asemenea, rege al Ungariei, Boemiei etc.

## Originea

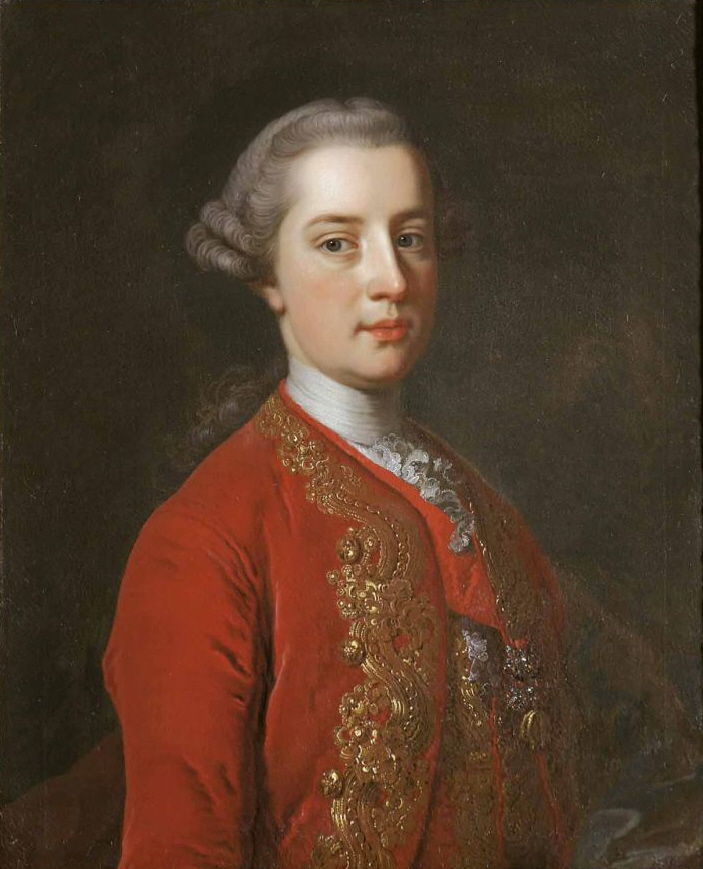
Tânărul Iosif

A fost primul fiu al împărătesei Maria Tereza și al soțului acesteia, împăratul Francisc I, cooptat la conducerea Țărilor Ereditare Habsburgice după moartea tatălui său în anul 1765. Din cei șaisprezece copii ai cuplului imperial, Iosif a fost cel mai dificil de educat. Copil așteptat cu nerăbdare, după trei fete, nașterea sa a fost întâmpinată cu bucurie de Maria Tereza, care și-a făcut proiecte mari în ceea ce îl privește.
Iosif s-a născut în mijlocul primelor revolte din Războiul de Succesiune Austriacă. Educația sa reală i-a fost dată prin scrierile lui Voltaire, a enciclopediștilor francezi și prin exemplul regelui Frederic al II-lea al Prusiei. Pregătirea sa a fost conferită de oficiali guvernamentali, care l-au instruit în detaliile mecanice ale administrării numeroaselor sale state care compuneau dominioanele austriece și Sfântul Imperiu Roman. A avut o copilărie severă, mama sa nepregetând să-l bată cu mâna ei atunci când considera că fiul avea o purtare inacceptabilă.

## Co-domnitor
El a fost făcut membru al Consiliului de stat (Staatsrat) și a început să elaboreze documente pentru ca mama lui să le citească. Aceste documente  conțin germenii politicii sale de mai târziu, și toate dezastrele care în cele din urmă l-au copleșit. Era pentru o toleranță religioasă, nerăbdător să reducă puterea bisericii, pentru a calma țărănimea de sarcinile feudale și să elimine restricțiile privind comerțul și știința. În acestea, el nu a fost diferit față de Frederic, sau de fratele și succesorul său, Leopold al II-lea al Sfântului Imperiu Roman, la fel ca toți conducătorii luminați ai secolului al XVIII-lea. A încercat să-i elibereze pe iobagi, dar acest lucru s-a întâmplat după moartea sa.
Unde Iosif a fost diferit față de marii conducători contemporani, și unde el s-a înrudit cu iacobinii, a fost în intensitatea credinței sale în puterea statului, atunci când era controlată de rațiune. Totuși, ca un conducător absolutist el a fost, de asemenea, convins de dreptul său de a vorbi pentru stările necontrolate de legi. Moștenise de la mama sa credința că dinastia de Austria are o calitate augustă și pretindea să obțină orice își dorea pentru propria sa putere și interes. Contemporanii au spus despre el că era impresionant, dar nu neapărat în mod plăcut. Caracterul arogant al împăratului a fost evident și pentru Frederic al II-lea al Prusiei, care, după prima lor întâlnire din 1769, l-a descris ca fiind ambițios și capabil să pună lumea pe foc. Ministrul francez Vergennes, care l-a întâlnit pe Iosif când acesta a călătorit incognito în 1777, l-a considerat a fi "ambițios și despotic".
După moartea tatălui său în 1765, el a devenit împărat  și a fost făcut co-regent de către mama sa în dominioanele austriece. Ca împărat nu a deținut puterea reală, mama sa crezând că nici soțul, nici fiul nu ar trebui să o priveze vreodată de controlul ei suveran în dominioanele ei ereditare. Până la moartea mamei sale în 1780, Iosif nu a fost niciodată destul de liber să-și urmeze propriile proiecte.

## Călătorii
A vizitat în mai multe rânduri, în anii 1768, 1770, 1773, 1783 și 1786, Banatul, Transilvania și Bucovina, unde a primit cu solicitudine petițiile oamenilor și a intrat în conștiința colectivă ca „bunul împărat”. Hotelul „Împăratul Romanilor” din Sibiu a fost denumit astfel în amintirea lui Iosif al II-lea. Tot lui i se datorează numele comunelor grănicerești, învecinate, din județul Bistrița-Năsăud: Salva, Romuli, Parva și Nepos, în urma exclamației „Salutare micilor nepoți (urmași) ai lui Romulus!” (în latină Salve parvae nepos Romuli!).

## Domnia de unul singur
După moartea mamei sale, Iosif, în vârstă de 39 de ani, poate să-și exercite puterea. Una dintre primele măsuri pe care le ia este acordarea termenului de șase luni „republicii feminine” să evacueze Palatul Hofburg. Ordinul se referă la fostele guvernante, văduvele unor curteni, și la surorile împăratului, care au fost invitate să se retragă la mănăstire sau în alte așezăminte departe de Viena. El își păstrează apartamentul foarte modest din aripa leopoldină, care data din timpul străbunicului său și care fusese restaurat în stil baroc. În ceea ce privește aspectul fizic, Iosif s-a îngrășat, are fața alungită și fruntea foarte înaltă, pleșuvă. Se îmbracă în special într-o uniformă militară ponosită, însă întotdeauna barat transversal peste piept cu marea eșarfă roșu-alb-roșu, care îi dădea un aer marțial.
Protocolul la curte a fost simplificat, reverența suprimată, la fel și sărutarea mâinii. Recepțiile grandioase de pe timpul Mariei Terezia au dispărut. Viena a cunoscut o perioadă înfloritoare a istoriei sale muzicale, împăratul fiind adesea văzut la operă, la concerte și la Burgtheater.

### Politica religioasă
În domeniul politicii religioase, Iosif al II-lea a fost adeptul iluminismului, secularizând averile mănăstirești, însă sprijinind emanciparea parohiilor. Prin patenta imperială din 13 octombrie 1781 a acordat libertate religioasă protestanților și ortodocșilor, iar prin cea din 1782, mozaicilor.
A aprobat astfel, construirea a numeroase biserici ortodoxe din piatră în Transilvania, cum ar fi bisericile ortodoxe din Brașov și în special din Mărginimea Sibiului.

## Căsătorii și copii

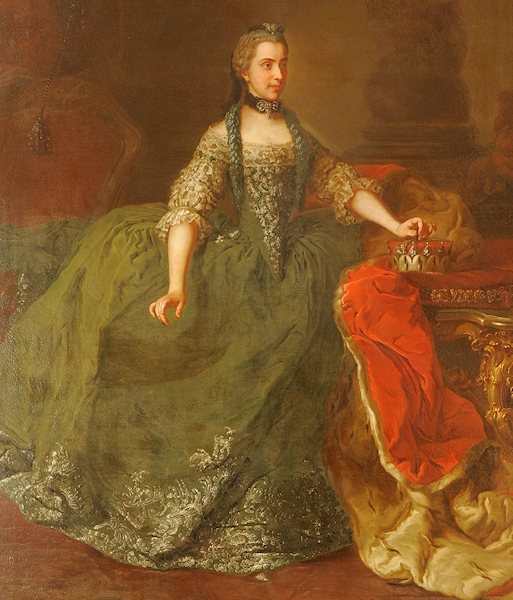
Prima soție a lui Iosif, Prințesa Isabella Maria de Parma

Pentru a consolida noua alianță cu Franța, semnată în 1756, împărăteasa l-a căsătorit în 1760 cu Prințesa Isabella Maria de Parma (1741-1763), nepoata regelui Ludovic al XV-lea, o fată cu un spirit și o inteligență mai mare decât soțul ei, dar un temperament aproape morbid melancolic. Iosif și-a iubit soția găsind-o fermecătoare iar ea a căutat cu o atenție deosebită să-i cultive afecțiunea. Isabella a fost, de asemenea, cea mai bună prietenă și confidentă cu sora soțului ei, Maria Christina, ducesa de Teschen.
Din mariajul lui Iosif cu Isabella a rezultat o fiică, Maria Tereza. Isabellei îi era teamă de sarcină și de o moarte timpurie (în mare parte ca rezultat al pierderii mamei sale, care a murit de tânără). Sarcina ei s-a dovedit a fi dificilă, ea suferind de simptome de durere, boală și melancolie atât în timpul cât și după aceea, cu toate că Iosif a susținut-o și a încercat să o consoleze. Ea a rămas țintuită la pat timp de șase săptămâni după naștere fiicei lor. Aproape imediat, cuplul a suferit două avorturi spontane - un calvar consecutiv deosebit de greu pentru Isabella - urmat rapid de o altă sarcină. Noua sarcină i-a provocat din nou melancolie, temeri și groază Isabellei. În noiembrie 1763, în timp ce era însărcinată în șase luni, Isabella s-a îmbolnăvit de variolă, a intrat în travaliu prematur și a născut o fiică, Arhiducesa Maria Cristina, care a murit la scurt timp.

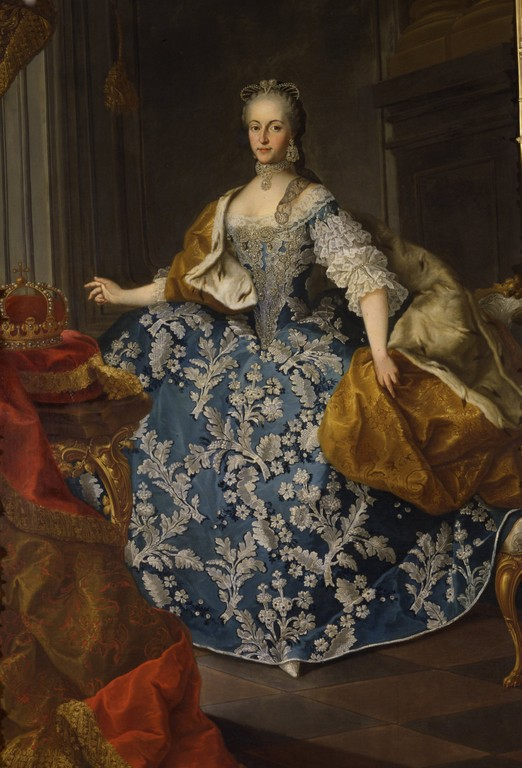
A doua soție a lui Iosif, Maria Josepha de Bavaria

Bolnavă și stresată de nașterea bruscă și de tragedie, Isabella a murit săptămâna următoare. Pierderea soției sale iubite și a copilului lor nou-născut au fost devastatoare pentru Iosif. Îi scria mamei lui: "Nu-mi găsesc alinare decât în clipa în care mă aflu singur în camera mea, când contemplu portretul scumpei mele soții și citesc ce a scris ea. Am păstrat până și cele mai mici petice de hârtie care mi-au rămas de la ea." Și-a iubit foarte mult fiica și a rămas un tată devotat pentru Maria Tereza.
Din motive politice, și sub o tensiune constantă, în 1765, el a cedat și s-a recăsătorit cu verișoara sa de gradul al doilea, Prințesa Maria Josepha a Bavariei, fiica împăratului Carol al VII-lea și a Arhiducesei Maria Amalia de Austria. După prima lor întâlnire, o descrie spunând că este dezavantajată mult de talia scundă, de corpolența deloc atrăgătoare, de petele roșii pe față și dantura stricată.

Mariajul a fost extrem de nefericit, însă scurt, a durat numai doi ani. Deși Maria Josepha și-a iubit soțul, ea se simțea timidă și inferioară în compania lui. Lipsită de interese sau plăceri comune, relația a oferit puțin lui Iosif, care a mărturisit că n-a simțit nici o dragoste (nici atracție) pentru ea. El s-a distanțat de soția sa, până la punctul unei evitări totale, văzând-o doar la mese și la culcare.
La rândul ei, Maria Josepha, suferea găsindu-se blocată într-o căsnicie lipsită de iubire. La patru luni după aniversarea de doi ani a căsătoriei, Maria Josepha s-a îmbolnăvit și a murit de variolă. Joseph nu a vizitat-o niciodată în timpul bolii și nici nu a participat la funeralii, deși mai târziu și-a exprimat regretul pentru că nu i-a arătat  bunătate, respect sau căldură.
După moartea celei de-a doua soții, tot pentru consolidarea alianței cu Franța, mama sa s-a gândit să-l căsătorească cu Prințesa Bathilde d'Orléans. Mai târziu, s-a pus problema unei căsătorii între împărat și sora mai mică a regelui Ludovic al XVI-lea, însă ambele proiecte au căzut. Iosif nu s-a mai recăsătorit niciodată.
În 1770, la vârsta de șapte ani, singurul copil al lui Iosif, Maria Tereza, s-a îmbolnăvit de pleurezie și a murit. Pierderea fiicei a fost profund traumatizantă pentru el și l-a lăsat cu profunde cicatrici. (În lipsa moștenitorilor, Iosif al II-lea a fost în cele din urmă urmat la tron de fratele său mai mic, Leopold al II-lea.)